# Disk on module

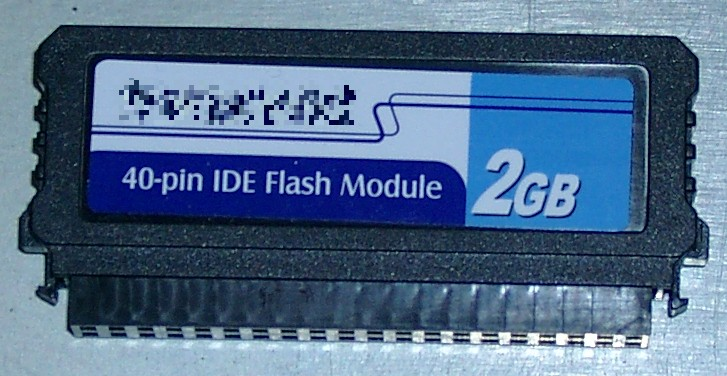
Disk on module

Een disk on module (ook wel DOM genoemd) is een flash-drive met een IDE of SATA-interface zodat deze als harde schijf kan worden gebruikt. Deze bevat een flash-to-IDE-convertor die een harde schijf simuleert, zodat deze zonder extra stuurprogramma's of software kan worden gebruikt.
Ze worden veel toegepast waar een traditionele harddisk met bewegende delen niet praktisch is, of te veel ruimte in neemt. Ook gebruikt een disk on module minder energie en heeft veel minder gewicht. Hun inzet wordt steeds minder door toepassing van on-board CompactFlash-convertors, die gebruikmaken van de CF-standaard.
De opslagcapaciteit kan variëren van 32 MB tot 32 GB.
De werkwijze is globaal gelijk aan die van een solid state drive, hoewel de Disk on module doorgaans direct op het moederbord wordt geprikt.